# Casa Gomis (la Sénia)
|  | Aquest article tracta sobre Casa Gomis de la Sénia. Vegeu-ne altres significats a « Can Gomis (desambiguació)». |

La Casa Gomis és una obra de la Sénia (Montsià) inclosa a l'Inventari del Patrimoni Arquitectònic de Catalunya.

## Descripció
Interessa per tractar-se d'un dels pocs masos del terme de la Sénia que mantenen la tipologia i no estan enrunats. Es compon d'un cos central rectangular, habitatge, i un d'adossat per a magatzem. El principal té només una porta amb llinda de fusta i dues finestres - una amb balcó ampitador - en el pis i la coberta és plana, amb rajola de terrat. El cos adossat té també només una porta a la façana, és d'un sol nivell, amb teulada a un vessant.
L'aparell és de maçoneria en els forjats i pedres grans desbastades en els angles, convertides en carreus en els de la façana del cos principal. Només arrebossada aquesta darrera. Pels voltants es conserven restes dels antics tancats, força senzills, fets per a les ovelles.